# عراقيون كنديون
الكنديون العراقيون وهم الكنديون ذوي الأصول العراقية والذين يعيشون في دولة كندا ويبلغ عدد العراقيين هناك قرابة 50 ألف نسمة حسب إحصاء سنة 2011 ويعيشون في ولايات كولمبيا البريطانية وكوبيك وأونتاريو وألبرتا ويتواجد فيها العرب العراقيون والأكراد والكلدان والآشوريين والأرمن ويتكلمون باللغات الإنكليزية و باللغة العربية واللغة الكردية واللغة السريانية واللغة الأرمنية ويدينون بالإسلام الشيعي والسني والمسيحية والمندائية.
زادت هجرة العراقيين إلى كندا بعد حرب الخليج الثانية في 1991 وبعد غزو العراق في 2003، 60% من العراقيين الكنديين هم مسيحيين والنسبة الباقية 40% هم مسلمين، و61% من العراقيين يعيشون في ولاية كوبيك وخصوصا في مدينة مونتريال، ويتوزع الباقون في مدن وندسور وفي مدينة تورونتو وأما العراقيين العرب فتبلغ نسبتهم 3,5% من إجمالي العرب في كندا.

## كنديون عراقيون بارزون
- آليا مصارعة محترفة (نصف عراقية)
- فجر القيسي ممثل وكوميدي كندي عراقي المولد
- جو بلص مخرج
- فاروق كسباوليس فنان كندي عراقي المولد
- نعيم قطان مؤلف وروائي وناقد
- علي غاتي مغني عراقي كندي ولد في اليمن
- أنيسة مهدي مخرجة وصحفية ومخرجة فيلم داخل مكة المكرمة الحائز على جائزة إيمي
- دريد منجم مخرج سينمائي ومصور سينمائي مستقل
- ليلة نادر كاتبة
- نارسي مغني راب
- فرح نوش مصورة صحفية
- مؤيد نور الدين جيولوجي[2]
- عواطف رشيد ناشطة في مجال حقوق المرأة وفائزة بجائزة فيمي في كندا
- إيشو شيبا ملاكم عراقي آشوري
- بول حداد - ممثل (مات في 2020)
- حسين الحلي كاتب ومنتج عراقي المولد